# Ravnshøj (Frederikshavn Kommune)
 For alternative betydninger, se Ravnshøj. (Se også artikler, som begynder med Ravnshøj)
Ravnshøj er en lille by i Vendsyssel med 553 indbyggere  (2024), beliggende ca. 4 kilometer vest for Frederikshavn i Åsted Sogn. Byen ligger i Frederikshavn Kommune og hører under Region Nordjylland.
Ravnshøjs opbygning fandt sted omkring år 1900, efter at der blev etableret købmandsforretning i området, hurtigt efterfulgt af smedje, mølle og mejeri.
Geografisk ligger bygrænsen mod vest ud til Åsted Ådal.
Byens vartegn er ravnen.

## Navnets betydning og oprindelse
Efter sigende kan navnet Ravnshøj føres tilbage til det 14. århundrede, hvor fuglen ravnen og højene i området formodes at være baggrund for navnet.
Ravnshøj har tidligere heddet Ramishave i 1464, Rannys Howæ i 1467 og Raunsbøg i 1551.